# Erythrolamprus janaleeae
Erythrolamprus janaleeae — вид змій родини полозових (Colubridae). Ендемік Перу. Вид названий на честь американської герпетологині Джаналі Колдвелл

## Поширення і екологія
Erythrolamprus janaleeae мешкають на східних схилах перуанських Анд. Вони живуть у вологих тропічних лісах, на висоті від 854 до 2700 м над рівнем моря.